# 卡門城 (加利福尼亞州)
卡門城（英語：Carmen City）是位於美國加利福尼亞州卡拉韋拉斯縣的一個非建制地區。該地的面積和人口皆未知。

## 地理
卡門城的座標為38°02′51″N 120°41′27″W / 38.04750°N 120.69083°W，而該地的平均海拔高度為366米（即1266英尺）。